# Steppke (Motor)
Steppke war der Markenname eines Fahrrad-Hilfsmotors in der DDR.

## Geschichte

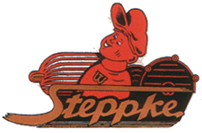
Logo des Steppke-Motors

Erstmals vorgestellt wurde der Steppke auf der Leipziger Messe 1953. Dabei handelte es sich um den ersten in größerem Umfang produzierten Fahrradhilfsmotor der DDR. Er wurde 1954 bis 1956 vom VEB Werkzeugmaschinenfabrik Treptow gebaut und war mit ca. 30.000 Exemplaren der am zweithäufigsten hergestellte DDR-Anbaumotor. Mit dem Aufkommen der Simson-Mopeds ging die Nachfrage nach solchen Hilfsmotoren deutlich zurück, sodass die Fertigung bei Steppke wieder eingestellt wurde. Angebracht wurde der Motor unter dem Tretlager, was sich günstig auf Schwerpunkt und Rahmenbelastung auswirkte. Im Vergleich zum MAW wies der Steppke allerdings ein höheres Gewicht und geringere Leistung auf. Auf dem Logo des Tanks ist ein in rot gehaltener Junge mit Schiebermütze abgebildet, daher auch der Name Steppke.

## Technische Daten
| Motor:                 | 1-Zylinder-Zweitakt                                        |
| Leistung:              | 0,8 PS                                                     |
| Hubraum:               | 38,5 cm³                                                   |
| Hub:                   | 40 mm                                                      |
| Bohrung:               | 35 mm                                                      |
| Verdichtung:           | 6:1                                                        |
| Kühlung:               | Fahrtwind                                                  |
| Kraftübertragung:      | sechsfach verstellbare Reibrolle auf das Hinterrad wirkend |
| Leergewicht:           | 6,6 kg                                                     |
| Höchstgeschwindigkeit: | 35 km/h                                                    |